# 安斯維爾 (紐約州)
安斯維爾（英語：Annsville）是一個位於美國紐約州奧奈達縣的鎮。

## 人口
根據2020年美國人口普查的數據，安斯維爾的面積為156.63平方千米，當中陸地面積為155.83平方千米，而水域面積為0.80平方千米。當地共有人口2639人，而人口密度為每平方千米17人。